# Capital (economia)
Em economia, capital (do latim capitis) é qualquer bem econômico que pode ser utilizado na produção de outros bens ou serviços.
Adam Smith definiu capital como “a parte das ações do homem que ele espera que lhe proporcione receita”. Nos modelos econômicos, o capital é um insumo na função de produção.   O capital físico total em qualquer momento é denominado estoque de capital (não deve ser confundido com o estoque de capital de uma entidade empresarial). Bens de capital, capital real ou ativos de capital já produzidos são bens duráveis ou qualquer ativo não financeiro usado na  produção de bens ou serviços.

## Descrição
Na economia clássica, "capital" é um dos três fatores de produção, junto com terra e trabalho. Os bens com as seguintes características são considerados como capital:
- Podem ser utilizado na produção de outros bens (esta característica faz do capital um fator de produção).
- São feitos por humanos, em contraste com a "terra", que é um recurso natural, localização geográfica e minerais.
- Não se esgotam imediatamente no processo de produção, como as matérias-primas e os bens intermediários.

Estas distinções foram levadas para a teoria econômica contemporânea. Mais tarde, esclareceu-se que o capital é um estoque. Como tal, o seu valor pode ser estimado em um ponto no tempo, por exemplo 31 de dezembro. Por outro lado, o investimento, como produção a ser adicionada ao estoque de capital, é descrito como ocorrendo ao longo do tempo ("por ano"), sendo, portanto, um fluxo.
Exemplos mais antigos muitas vezes descreviam o capital como itens físicos, tais como: ferramentas, edifícios e veículos que são utilizados no processo de produção. Pelo menos desde a década de 1960, os economistas têm, cada vez mais, focado em formas mais abrangentes de capital. Por exemplo: o investimento em habilidades e educação pode ser visto como formação de capital humano ou capital intelectual, e investimentos em propriedade intelectual podem ser vistos como formação de capital intelectual. Estes termos levam a certas questões e controvérsias discutidas no meio acadêmico, como a própria propriedade intelectual que tenta simular como escasso as ideias.
A terceira parte da definição não é usada frequentemente pelos economistas clássicos. O economista clássico David Ricardo utilizaria a definição acima para o termo capital fixo e o termo capital circulante para as matérias-primas e bens intermediários. Para ele, ambos são tipos de capital.
O intelectual Karl Marx adiciona uma distinção que é sempre confundida com a visão de Ricardo. Na teoria marxista, o investimento do capitalista na força de trabalho é chamado de capital variável, a fonte única da mais-valia. Ele é chamado de "variável" pois o total do valor que ele pode produzir varia conforme o total que ele consome, isto é, ele cria novo valor. Por outro lado, o termo capital constante é uma referência ao investimento em fatores de produção não humanos, como fábricas e equipamentos que, segundo Marx, adicionam apenas o custo de substituição ao valor das matérias-primas utilizadas na produção. Ele é constante, já que o total do valor comprometido com o investimento original e o total recuperado na forma de produtos produzidos permanecem constantes.
O investimento ou acumulação de capital na teoria econômica clássica, é o ato de gerar aumento de capital. Para que haja investimento, os bens não devem ser produzidos para o consumo imediato, mas para a produção de outros bens, ou seja, devem ser utilizados como "meios de produção". O investimento é relacionado com a poupança, mas não é a mesma coisa. Segundo o economista John Maynard Keynes, a poupança é o ato de não gastar a renda em bens e serviços de necessidade corrente, já o investimento envolve o gasto em bens específicos como os "bens de capital".
O economista austríaco Eugen von Böhm-Bawerk afirmava que a intensidade do capital é medida pela roundaboutness ("período de rotação") dos processos de produção. Ele define capital como o bem de ordem mais alta, ou um bem utilizado na produção dos bens de consumo.

## Outros usos
Algumas teorias utilizam o termos capital intelectual e capital do conhecimento, levando a certas questões e controvérsias. Em geral, o capital intelectual é aquele que produz uma novo "direito sobre propriedade intelectual".
Apesar de ainda ser possível se calcular a ideia de capital humano do ponto de vista macroeconómico como salário, ele é raramente (ou simplesmente não é) é usado no planejamento do investimento. O capital humano é visto de maneiras diferentes por aqueles que acreditam que ele é fruto do investimento ou por aqueles que acreditam que ele é vítima da exploração.
Obras diversas descreveram os termos capital natural e capital social. Estes termos refletem um consenso que a natureza e sociedade funcionam de maneira similar. Em particular, eles podem ser utilizados na produção de outros bens, não são consumidos durante o processo de produção e podem ser melhorados (senão criados) pelo esforço humano.
Também existe literatura sobre o capital intelectual e a propriedade intelectual. Porém, cada vez mais, se diferencia o significado de "capital de investimento" dos instrumentos para recuperação de direitos de patente, copyright e trademark.